# グッドウィルユニオン
グッドウィルユニオン（英語：goodwill union、略称：GWU）は日本の労働組合であり、正式名称は派遣ユニオングッドウィルユニオン分会である。上部団体は派遣ユニオンである。

## 概要
2007年（平成19年）に、フリーター全般労働組合に加盟するグッドウィル派遣スタッフの労働者達によって結成された。グッドウィルによるデータ装備費の違法天引きを社会的に告発し、返還への糸口をつくった。グッドウィル経営陣によって組織されている人材サービスゼネラルユニオングッドウィル分会とは全く無関係である。